# Carl Szmula
Carl Szmula (* 12. Mai 1828 in  Pschow, Kreis Rybnik; † 27. Dezember 1890 in Zabrze, Kreis Zabrze, Provinz Schlesien) war ein deutscher Arzt.

## Leben
Er besuchte die Gymnasien in  Leobschütz,  Brieg und  Neiße. Nach dem Abitur in Neiße (1847) begann er an der  Schlesischen Friedrich-Wilhelms-Universität Breslau Medizin zu studieren. Im  Corps Silesia  zeichnete er sich als Subsenior, Consenior und Senior aus. Historische Bedeutung gewann er, indem er im Juni/Juli 1848 den Senioren-Convent zu Breslau bei der Gründung des Kösener Senioren-Convents-Verbands vertrat. Er wechselte an die Georg-August-Universität Göttingen und schloss sich auch dem Corps Saxo-Borussia (1850/51) an. Schließlich war er an der  Friedrich-Wilhelms-Universität zu Berlin, wo er die Staatsprüfungen bestand. Fasziniert hatten ihn Friedrich Wöhler in Göttingen und Eilhard Mitscherlich in Berlin. Er verzichtete auf die akademische Laufbahn und wurde praktischer Arzt in  Tost,  Beuthen und  Laurahütte. Ab 1858 blieb er in Zabrze. 1862 ging er für ein halbes Jahr nach Wien, um sich in der Augenheilkunde fortzubilden. Den  Deutschen Krieg machte er als Assistenzarzt 1. Klasse mit. Im  Deutsch-Französischen Krieg war er Stabsarzt und Führer des Lazaretts Nr. 7. Für seine Leistungen als Operateur schenkte ihm der Johanniterorden einen großen Operationskasten. Am Reichsgründungstag  wurde er zum Königlichen Sanitätsrat ernannt. Seit 1873 Kreisphysikus, war er seit 1875 Oberarzt des Oberschlesischen Knappschaftsvereins.
Er nahm an internationalen Kongressen und an den Versammlungen der Gesellschaft Deutscher Naturforscher und Ärzte teil. Ab 1887 saß er im Geschäftsausschuss des deutschen Allgemeinen Deutschen Ärztebundes. Seit 1889 war er Mitglied der  Schlesischen Gesellschaft für vaterländische Kultur. Er starb mit 62 Jahren und wurde unter großer Anteilnahme von Zabrzes Einwohnern beigesetzt.

## Ehrungen
- Königlicher Sanitätsrat (18. Januar 1871)
- Roter Adlerorden 4. Klasse (1887)
- Geh. Sanitätsrat (1890)
- Szmulastraße in Zabrze